# Лема Кеніга

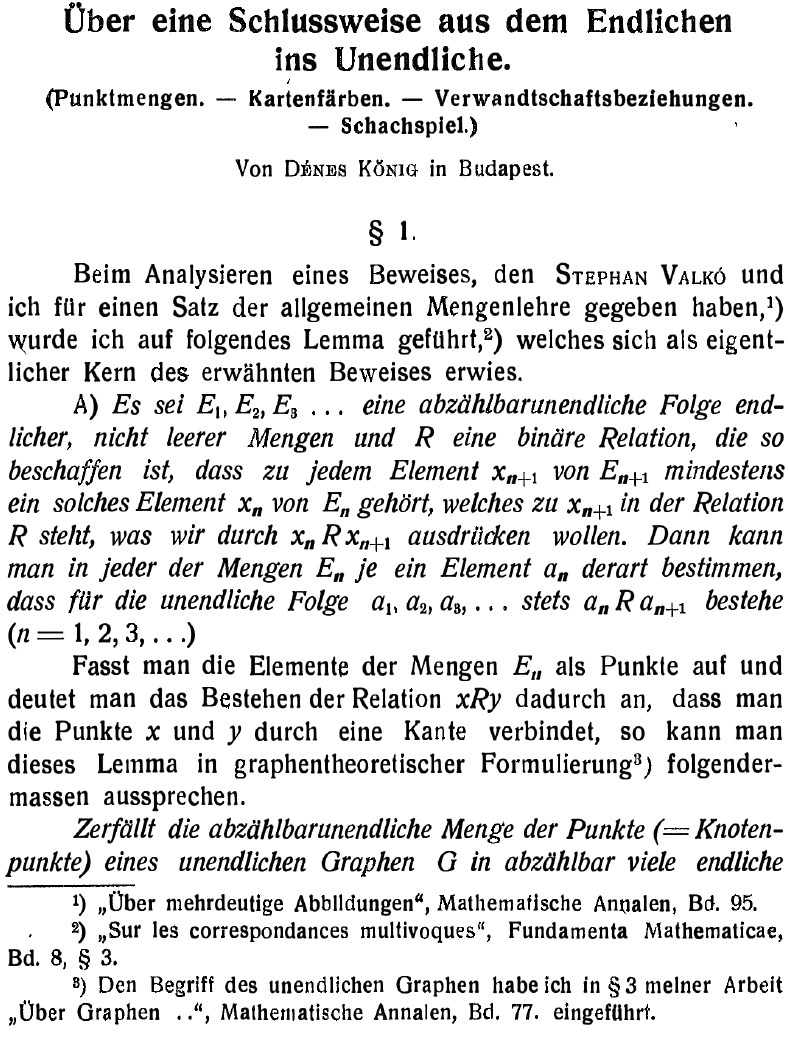
Стаття Кеніга 1927 року

Лема Кеніга про нескінченний шлях — теорема, яка дає достатню умову існування нескінченного шляху в графі. Ця теорема відіграє важливу роль як приклад у конструктивній математиці і теорії доведень.
Довів Денеш Кеніг 1927 року.

## Формулювання
Нехай {\displaystyle \Gamma } — нескінченний, але локально скінченний (тобто кожна його вершина має скінченний степінь) зв'язний граф. Тоді {\displaystyle \Gamma } містить нескінченний простий шлях, тобто шлях без повторюваних вершин, який починається в одній вершині і подовжується нескінченно довго.

### Зауваження
- Корисним окремим випадком цього твердження є те, що кожне нескінченне дерево містить вершину нескінченного степеня або нескінченний простий шлях.